# Национален отбор по футбол на Колумбия
Нацоналният отбор по футбол на Колумбия представлява страната в международните футболни срещи. Контролира се от Колумбийската футболна федерация. Най-доброто постижение на отбора е класирането на четири световни първенства и достигането до 1/4 финал през 2014 г.